# Rumeur d'Orléans
Pour l’article homonyme, voir La Rumeur d'Orléans.

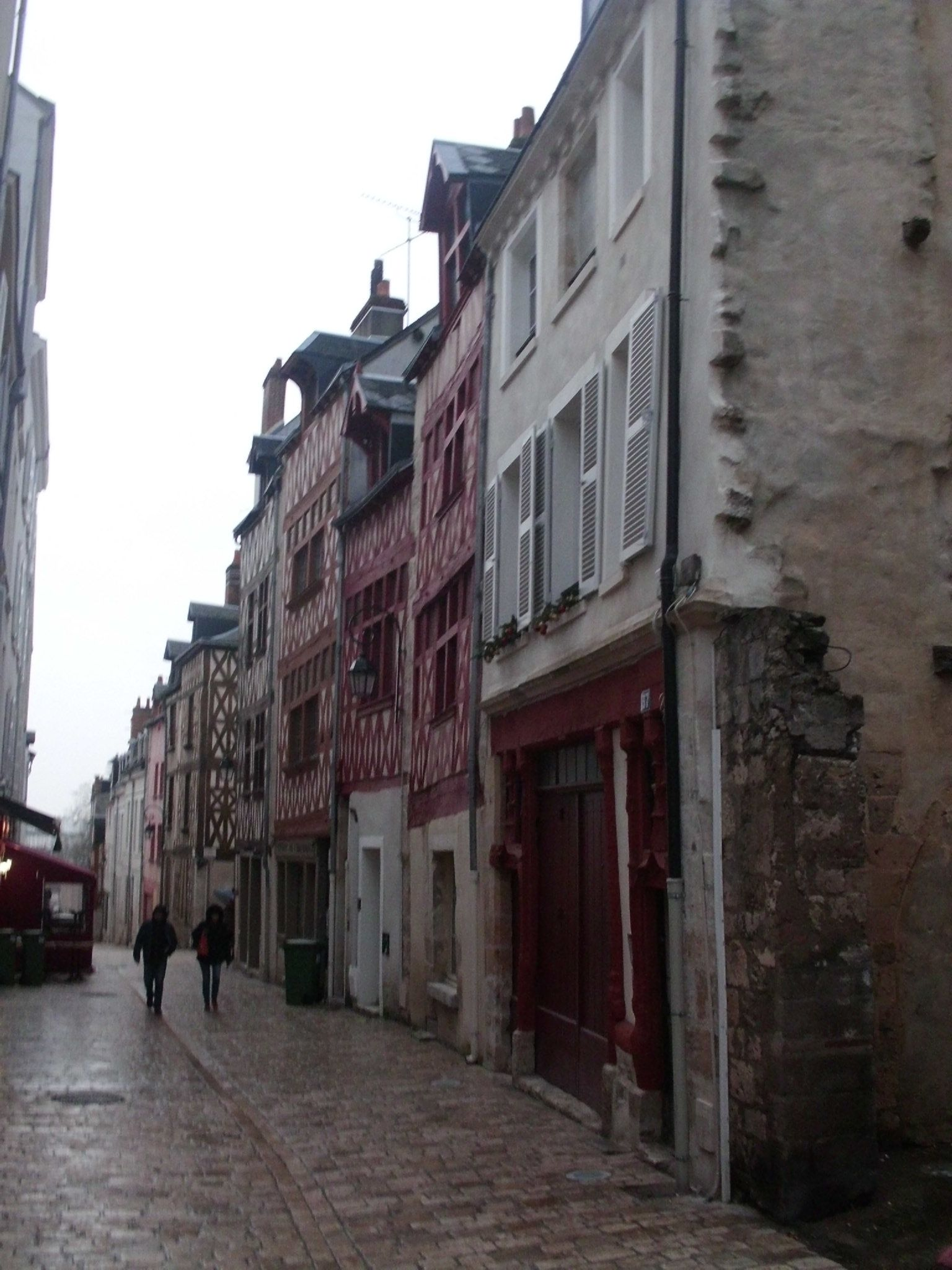
La rue de Bourgogne à Orléans.

La rumeur d'Orléans est une affaire médiatique et politique qui se déroule en 1969 à Orléans et qui a pris de l'ampleur dans la France entière. Selon la rumeur transmise par bouche-à-oreille, des jeunes femmes sont enlevées dans les cabines d'essayage de plusieurs magasins de vêtements de la ville, tous tenus par des Juifs, en vue de les prostituer à l'étranger dans le cadre de la traite des Blanches. 
Des rumeurs similaires de femmes disparaissant dans des cabines d'essayage (sans qu'il s'agisse forcément de commerçants juifs) se sont propagées dans les années 1960 dans plusieurs autres villes de France, sans atteindre le même retentissement.
Cette rumeur, étudiée par cinq sociologues dirigés par Edgar Morin dans l'essai La Rumeur d'Orléans publié en 1969, est devenue un cas d'école journalistique (essai complété en 1975 par La Rumeur d'Amiens de Claude Fischler). Elle continue néanmoins à se raconter sous diverses variantes ou transposée à d'autres minorités, comme les Roms accusés de kidnapper des enfants.

## Contenu
Selon la rumeur, apparue en avril 1969, les cabines d'essayage de six magasins d'habillement de la rue de Bourgogne, dans le centre ancien d'Orléans et tous tenus par des Juifs, seraient en fait des pièges pour les jeunes femmes, qui disparaîtraient par une trappe en bois située sous la cabine, seraient droguées par injections hypodermiques et évacuées par les nombreux souterrains qui existent sous la ville pour être livrées à un réseau de prostitution : la traite des Blanches. 
Dans une version encore plus délirante, les souterrains aboutiraient à la Loire, où les clientes disparues seraient prises en charge par un sous-marin de poche pour les livrer au Moyen-Orient,.

## Chronologie
Les bruits relayés dans la presse locale fin mai 1969 arrivent aux oreilles du procureur de la République qui alerte la police, mais l'enquête auprès des commerçants est rapidement abandonnée. 
La rumeur persiste, les démentis officiels — signalant, par exemple, qu'aucune disparition suspecte n'a été répertoriée dans les environs par les services de police — ne parvenant pas à y mettre fin : selon les on-dit, les disparitions se multiplieraient alors que la presse n'en parle pas et que le préfet et les pouvoirs publics ne font rien sous la pression du lobby juif.  
Les commerces visés sont désertés par les clients. Le samedi 31 mai, des attroupements menaçants se forment autour de ces magasins dans une ambiance électrique. Les choses se calment temporairement avec la fermeture des boutiques et le premier tour de l'élection présidentielle qui a lieu le lendemain.
Le lundi 2 juin, un journaliste envoie une dépêche à l'AFP, et deux articles paraissent dans la presse régionale, indiquant qu'une plainte a été déposée pour diffamation par les commerçants victimes de l'affaire,. De nombreux organismes et associations écrivent des communiqués de protestation et de condamnation entre le 3 et le 9 juin (fédérations de parents d'élèves, syndicats interprofessionnels, partis politiques, etc.). La presse parisienne prend le relais entre le 7 et le 10 juin.
La rumeur est considérée éteinte à la mi-juin, même si quelques événements ponctuels continuent d'en faire parler. Début juillet, la campagne qui a contré la rumeur s'arrête et les autorités classent l'affaire.

## Analyse
Dès juillet 1969, une équipe de sociologues dirigée par Edgar Morin passe trois jours à Orléans pour une étude de sociologie « événementielle » et publie fin 1969 l'essai La Rumeur d'Orléans, qui analyse le mythe central de la traite des Blanches, en plein jour et dans des boutiques ayant pignon sur rue en plein centre-ville, et comment une charge d'antisémitisme s'y est rattachée, ce qui a donné plus de fougue à la riposte anti-complotiste (et aussi rendu possible l'enquête d'Edgar Morin, grâce à l'intervention du Fonds social juif unifié). Ce travail a aussi permis d'empêcher la diffusion d'autres rumeurs conspirationnistes, des personnes conscientes de l'inanité de la rumeur s'étant mises à imaginer et affirmer que la diffusion de la rumeur antisémite était soit l'œuvre d'un groupe néofasciste et antisémite soit celle d'étudiants arabes.
La rumeur n'est fondée sur aucun événement réel à Orléans, où il n'y a pas eu la moindre disparition de femme dans la période concernée. Elle s'est propagée uniquement par le bouche-à-oreille. Mais il est possible d'en trouver les thèmes dans la presse ou la littérature. 
Une affaire réelle de traite des Blanches est rapportée par Morin, mais elle s'appuie sur un ouï-dire : selon la codétenue d'une amie du sociologue, une jeune fille aurait été droguée à Marseille en 1958 par des trafiquants avant d'être retrouvée par son fiancé dans l'arrière-boutique. 
Le « scénario » d'enlèvement de femmes dans des cabines d'essayage est publié un an auparavant dans un livre de poche (aux Presses de la cité), puis dans l'ouvrage d'un journaliste britannique, Stephen Barlay, L'Esclavage sexuel, dont la traduction française a été publiée début 1969. 
Le magazine hebdomadaire Noir et Blanc reproduit dans son numéro du 6 mai 1969 les pages qui feront la trame de la rumeur colportée à Orléans. Cependant, cet article ayant été diffusé dans toute la France, cela n'explique pas pourquoi la rumeur a trouvé des conditions favorables spécifiquement à Orléans. 
Une coïncidence fait qu'un magasin de confection destiné aux jeunes filles et jeunes femmes ouvre le 10 mai au centre de la ville, nommé Aux Oubliettes, dont les cabines d'essayage se trouvent dans une cave avec un décor médiéval ; mais un magasin similaire a ouvert dans cette période à Grenoble sans donner les mêmes effets.
Les deux villes où les bruits se sont transformés en rumeur, Orléans et Amiens, sont deux anciennes capitales provinciales qui se sont déstructurées au cours de leur expansion économique et démographique. La dilution du tissu social dans leur transformation en agglomération a créé ce qu'Edgar Morin appelle un Moyen Âge moderne. 
Selon lui, dans le contexte de la révolution sexuelle et de la mode de la mini-jupe à la fin des années 1960, les cabines d'essayage pour ces jeunes filles sont des endroits fabuleux et nouveaux, ce qui aurait favorisé la diffusion de la rumeur entre adolescentes et de la part des parents comme une mise en garde contre les nouvelles mœurs. Dans les petites villes comme Orléans, s'y rattache le « fantôme du juif » (éventuellement à l'initiative de commerçants concurrents), et le raisonnement selon lequel si les médias n'en parlent pas et que la police ne fait rien, c'est parce que les Juifs les ont achetés.
L'historien Léon Poliakov et l'écrivain Albert Memmi ont, entre autres, souligné le caractère antisémite de la rumeur.

## Autres villes
À Rouen, fin 1966, une commerçante et ses deux filles sont victimes d'une rumeur intense qui leur prête jusqu'à 300 enlèvements de femmes qui auraient été envoyées par cargo au Liban. Dans cette affaire aucun élément antisémite n'a été relevé, la commerçante n'étant pas juive. Il n'y a pas eu, non plus, de réaction antiraciste et, malgré l'intervention du maire de la ville et des autorités (la police ne signalant aucune disparition), les menaces et actes de vandalisme ont contraint la famille à s'exiler en Savoie. 
Le 7 février 1970, à Amiens, une femme est signalée disparue dans Le Courrier picard. Dans les deux jours qui suivent, la rumeur d'enlèvements concernant principalement des magasins de prêt-à-porter tenus par des Juifs ressurgit. Elle fait le tour des établissements d'enseignement, la directrice de l'un d'entre eux réunit même les élèves pour les pousser à la plus grande prudence. L'information est par conséquent rapidement relayée dans toute la ville,.
Ainsi que le retrace Pascal Froissart, des rumeurs similaires ont circulé très largement : 
- de 1959 à 1969 à Paris (une quinzaine de fois)[22], Toulouse, Tours, Limoges, Douai, Rouen, Lille, Valenciennes ;
- en 1966 à Dinan et Laval ;
- en 1968 au Mans ;
- en 1969 à Poitiers, Châtellerault, et Grenoble[22],[7]
- en 1970 à Amiens ;
- en 1971 à Strasbourg ;
- en 1974 à Chalon-sur-Saône[27],[32] ;
- en 1985 à Dijon et La Roche-sur-Yon ;
- en 1987 à Québec ;
- en 1990 à Rome et à Montréal ;
- et en 1992 en Corée.

Dans la plupart de ces villes, ces rumeurs restent à un stade embryonnaire, ne donnant lieu à aucune suite ni à aucune couverture médiatique notable ; des plaintes ont toutefois été déposées à Rouen et au Mans, ce qui les a fait apparaître dans la presse locale.

## Dans les arts
En 1972, la série télévisée François Gaillard ou la Vie des autres de Jacques Ertaud traite le sujet dans l'épisode 7, Joseph.
En 1975, La Vie devant soi d'Émile Ajar, pseudonyme de Romain Gary, est publié, et reçoit le prix Goncourt. Momo, le narrateur, utilise souvent l’expression « Rumeur d'Orléans » : « Il a engueulé Madame Rosa quelque chose de maison et lui a crié que c'étaient des rumeurs d'Orléans. Les rumeurs d'Orléans, c'était quand les Juifs dans le prêt-à-porter ne droguaient pas les femmes blanches pour les envoyer dans les bordels et tout le monde leur en voulait. »
En 1975, le journaliste Marcel Trillat et le réalisateur Michel Pamart tournent le film La rumeur inspiré de l'histoire de la rumeur d'Amiens. Ce film est diffusé sur Antenne 2 en 1976,.
En 1977, dans le film Diabolo menthe, la rumeur d'Orléans est évoquée lors de la fugue d'une lycéenne.
En 1987, un épisode de Nicky Larson s'inspire de la rumeur d'Orléans en faisant enquêter Nicky sur une vague de disparition de belles jeunes femmes entrées dans un magasin d'où elles ne sont jamais ressorties - elles étaient enlevées par des prédateurs sexuels via des trappes cachées dans les cabines d'essayage[réf. à confirmer].